# Deboralied
Das Deboralied ist ein Loblied der Prophetin und Richterin Debora, das sie gemäß der biblischen Erzählung des Alten Testaments nach einer von den Israeliten gewonnenen Schlacht sang.
Dieses Stück hebräischer Poesie gehört wahrscheinlich zu den ältesten Stücken des Alten Testaments und entstand wohl ca. 1200 v. Chr. Das Deboralied (Ri 5 ) ist ein episch erzähltes Volkslied und bildet die Grundlage für die Erzählung in Ri 4 . Sprachlich ist es anspruchsvoll, die Übersetzungsmöglichkeiten sind nicht eindeutig. Möglicherweise spiegelt der Text einen nordisraelischen Dialekt wider. Es sind einige Brüche erkennbar; offenbar gibt es mehrere Bearbeitungsschichten.
Das Deboralied gehört zu den Siegesliedern. Der Sieg über den Heerführer Sisera wird besungen. Es wird aber primär JHWH gelobt, weniger das menschliche Können. Das Deboralied steht in der Tradition anderer alttestamentlicher Lieder z. B. des Mirjamliedes. Hier ist ebenfalls eine Frau die Sängerin. Andere Lieder außerhalb der Psalmen sind z. B. 1 Sam 2  (Hannah), 2 Sam 22  (Siegeslied Davids) und Jes 38  (Hiskija).

## Gliederung
- V. 1: Einleitung
- V. 2–5: Lobpreis der Erscheinung (Epiphanie) Gottes
- V. 6–8: Schilderung der Not
- V. 9–12: Aufruf an Debora und Barak
- V. 13–18: Lob und Tadel an die Stämme
- V. 19–23: Schilderung des Sieges
- V. 24–27: Lob der Tat Jaëls
- V. 28–30: Das vergebliche Warten der Mutter Siseras
- V. 31 a Schluss mit Anklängen an Ps 68,2–4 EU
- V. 31 b: Abschluss des Richterschemas

Hier der Beginn von Deboras Loblied auf Gott (Ri 5,3–5  in der Fassung der Einheitsübersetzung):
Hört ihr Könige, horcht auf, ihr Fürsten!

Ich will dem Herrn zu Ehren singen,

ich will zu Ehren des Herrn, des Gottes Israels, spielen.

Herr, als du auszogst aus Seïr,

als du vom Grünland Edoms heranschrittest,

da bebte die Erde, die Himmel ergossen sich,

ja, aus den Wolken ergoss sich das Wasser.

Die Berge wankten vor dem Blick des Herrn,

vor dem Blick des Herrn, des Gottes Israels.

## Inhalt
Das Lied beginnt mit einem hymnischen Lobpreis Gottes, der kommt, um seinem Volk zu helfen. Der Ruf Deboras und Baraks zum Kampf ging an die nördlichen Stämme, die sich entscheiden mussten. So folgt die Aufzählung der Stämme (Ephraim, Machir (wahrscheinlich Manasse), Benjamin, Sebulon, Isaschar, Naphtali), die willig waren, Debora und Barak zu folgen. Andere Stämme wie Ruben, Gilead und Ascher haben sich zurückgehalten und werden deshalb getadelt. Auffällig ist, dass sich hier mehr Stämme am Kampf beteiligen als in Ri 4 .
Ab Ri 5,24  wird der Sieg beschrieben und Jaël für die Ermordung Siseras gepriesen. Es wird erzählt, wie sie ihm einen Pflock durch die Schläfe treibt und ihn tötet. Siseras Mutter, die auf die Rückkehr ihres Sohnes wartet, wird in Ri 5,28–30  besungen. Das Lied endet Ri 5,31  mit einem Psalmzitat, dem Preisen derer, die Gott lieben. Zum Schluss wird ein wahrscheinlich sekundärer Vers angefügt mit dem für das Richterbuch typischen Ruheformel: „Und das Land hatte Ruhe vierzig Jahre.“, welche die gesamte Debora-Barak-Erzählung abschließt.

## Entstehungsgeschichte
Lange Zeit wurde das Deboralied zu den ältesten Bestandteilen des Richterbuches gezählt. Rudolf Smend hat das Deboralied 1966 als einzig wirklich authentische Quelle der Richterzeit bezeichnet, was von anderen Alttestamentlern wie Jörg Jeremias aufgenommen wurde.
Als Grundbestand des Liedes wurden die Verse 6–30 betrachtet, die aus der zu Ende gehenden Richterzeit oder der beginnenden Königszeit stammen sollen (1. Hälfte 11. Jahrhundert v. Chr.). Der Grundbestand ist später hymnisch bearbeitet worden mit den Zusätzen Ri 5,2–5  und dem Vers Ri 5,31a , der Psalmanklänge aufweist. Den Abschluss bildeten Ri 5,1  mit den Autorenangaben und V. 31 als Rahmen der Deboraerzählung. Ursprünglich wurde wohl eine Schlacht bei den Wassern Megiddos geschildert (Ri 5,19 ), an der nur die Stämme Naphtali und Sebulon beteiligt waren, die aber zu einem Konflikt zwischen Kanaan und Gesamtisrael stilisiert wird. Außerdem fällt auf, dass Ri 5,6  die Geschichte zeitlich in die Nähe des Richters Schamgar, des Vorgängers Deboras, verortet.
Andere Ausleger betrachten das Deboralied lediglich als ein profanes oder späteres hellenistisches Siegeslied oder als Loblied auf JHWH. Darüber hinaus kann man es auch als einen Hymnus auf die kanaanäische Liebes- und Kriegsgöttin Anath verstehen.

## Deutung

### Textimmanente Deutung
Das Deboralied zeigt, dass Frauen in Israel des Alten Testaments bedeutende Positionen wie das Amt der Heerführerin und Richterin einnehmen konnten. Genauso war Frauen die Begabung mit dem Heiligen Geist zugänglich, mit dem JHWH Menschen in seinen Dienst nimmt.

### Mythologische Deutung
Nach einer Deutung steht Debora als Mutter Israels (Ri 5,7 ) für die Gesamtheit der Hirten und Bauernbevölkerung des zentralpalästinischen Berglandes. Die Figur der Debora ist eine entmythologisierte Anlehnung an den altpalästinischen Götterglauben. Sie verkörpert die weibliche Kriegsgöttin Anath. Um den Monotheismus JHWHs zu gewähren, wurde in der Tradition aus der Göttin eine sterbliche Frau, nämlich Debora.

### Feministische Deutung
In Ri 5,5  stehen die Frauen Debora und Jael als Kriegerinnen für JHWH. Die Tat Jaels wird als Notwehr geschildert. Unbeabsichtigt führt Jael aber durch ihre Tat JHWH zum Sieg. Sie möchte der drohenden Vergewaltigung durch Sisera entgehen und kommt ihm zuvor, indem sie mit einem Pflock seinen Kopf durchstößt. Zwischen ihren Füßen kommt er zu Tode (Ri 5,27 ). Normalerweise deutet die Beschreibung „zu Füßen liegen“ in der Bibel auf den Beischlaf hin (siehe auch Rut 3,7–8 ). Sisera stirbt erniedrigt und feminisiert, gewissermaßen penetriert durch eine Frau. Siseras Mutter selbst beschreibt in Ri 5,30  die Normalität von Verschleppungen und Vergewaltigungen im Krieg. Sie verkörpert das Patriarchat, für das der Wert einer Frau unter dem eines Mannes liegt.
Debora und Jael brechen aus diesen Bahnen aus.